# Provincie Lecce
Lecce (Provincia di Lecce) je italská provincie v oblasti Apulie. Sousedí na severozápadě s provinciemi Brindisi a Taranto. Její břehy omývá na východě Jaderské moře a na jihozápadě Jónské moře.

## Okolní provincie
| Růžice kompasu | Taranto         | Brindisi |  | Růžice kompasu |
| Růžice kompasu | Sever           |          |  | Růžice kompasu |
| Růžice kompasu | Provincie Lecce |          |  | Růžice kompasu |
| Růžice kompasu | Jih             |          |  | Růžice kompasu |
| Růžice kompasu |                 |          |  | Růžice kompasu |